# 满拉水利枢纽工程
28°50′48″N 89°49′59″E / 28.8467°N 89.8331°E
满拉水利枢纽工程位于西藏日喀则地区江孜县龙马乡境内年楚河上游，是承担灌溉、发电，同时具有防洪、水土保持、水利旅游等综合效益的大型水利建设项目，属“62项援藏工程”之一，是西藏的第一座综合性大型水利枢纽工程。满拉水利枢纽工程的管理单位为西藏满拉水利枢纽管理局。

## 工程概况
满拉水利枢纽工程于1989年4月由中华人民共和国水利部松辽委受西藏自治区水利局委托进行可行性研究，1994年由东北勘测设计院完成《满拉水利枢纽工程初步设计报告》，并于当年由水利部水利水电规划设计总院审查通过。该水利枢纽工程是中国政府援藏项目中投资规模最大的工程，由国家计委、水利部投资建设，总投资为9.6亿元人民币，武警水电第三总队负责承建。该工程于1994年9月开工建设，1995年开始全面施工，1996年11月顺利实现大坝围堰合拢，1997年引水发电隧洞全线贯通，1999年7月，武警水电指挥部委托水规总院组织“满拉水利枢纽工程蓄水前安全鉴定”，1999年9月拦河坝填筑达到设计高程，同年10月下闸蓄水，1999年12月18日首台机组发电，2000年11月主体工程施工完成，2001年6月竣工、同年8月19日通过竣工验收。管理单位为西藏满拉水利枢纽管理局。

## 工程数据
满拉水利枢纽工程主要由大坝、泄洪洞、发电引水隧洞、厂房等建筑物组成，工程等别为Ⅱ等，其中大坝、泄洪洞等主要建筑物为Ⅱ级，引水隧洞及厂房等次要建筑物为Ⅳ级，其水库的防洪标准采用100年一遇洪水设计。挡水坝为心墙堆石坝，坝顶轴线长287米，坝顶宽10米，坝顶高程4261.3米，最大坝高76.3米。工程总库容为1.55亿立方米，水库正常蓄水位4256米，死水位4235米；发电厂房内安装四台5兆瓦水轮发电机组、装机容量共为20兆瓦，多年平均发电量为0.61亿千瓦·时；灌溉最大引用流量18.2立方米每秒，增加灌溉面积25.42万亩。满拉水利枢纽设计为Ⅱ等工程，主要建筑物大坝和泄洪洞为2级建筑物，坝址工程区设计批复地震基本烈度为Ⅷ度，按地震基本烈度8度设防。

## 效用

### 发电
满拉水利枢纽工程建设前日喀则电网主要依靠的塘河、强旺两座水电厂及地区柴油发电厂作为骨干电源，其总装机容量约为18兆瓦，难以满足日喀则地区工农业生产和生活用电需要，当时流域内只有19.8%的住户能用得上电，大多数居民靠牛粪、草皮、刺柴作生活能源。该工程的建成解决了年楚河中下游的用电问题，且该水电站的兴建，带动了以羊湖和满拉电站为骨干调峰电源的藏中电网的发展。

### 农业灌溉
满拉水利枢纽工程地处俗有“西藏粮仓”之称的日喀则地区，下游的江孜县年楚河流域是西藏自治区的主要商品粮生产基地，这里气候适宜土地肥沃，全流域人口占西藏自治区总人口的7%，耕地面积(70余万亩)却占全区耕地面积的21.1%。这里农作物播种面积为31.9万亩，仅占耕地面积的45%，农业发展潜力巨大。但在其工程开工建设前，当地落后的农业基础设施和以柴油机发电为主的能源紧缺状态约束了当地农牧业发展。现如今的满拉水利枢纽工程与冲巴湖水库的建设确保了年楚河流域三县一区（康马县、江孜县、白朗县、桑珠孜区）六十万亩农田、林草地的灌溉用水，缓解了极端气候对年楚河流域农业用水的影响。

### 防洪
年楚河长年存在冰川湖溃决的洪水危险，满拉水利枢纽工程的建成则可削减冰川湖溃决、强降雨等灾害形成的最大洪量，将下游洞段的防洪标准提高到20至30年一遇，减轻经济损失、保障当地防洪安全。2002年，冲巴湖水库通过除险加固工程验收，并交给满拉水利枢纽工程管理局运行管理。它与满拉水利枢纽工程出水汇合于江孜县车仁乡境内。